# 东海鲈
东海鲈（学名：Niphon spinosus），又名東方鱸、東洋鱸、俗名闊嘴，屬輻鰭魚綱鱸形目鱸亞目，为东洋鲈科（Niphonidae）及东洋鲈属的唯一物種。该物种的模式产地在日本。

## 命名
本魚由法國博學家喬治·居維葉於1828年命名，而科名則是由德國動物學家卡爾·喬丹在1932年建立。
屬名「Niphon」在拉丁文是指「日本」或「日本海」，是本魚的模式产地。
另一說則是來自希臘語“Niphoo”（羅馬化：neíphō）意為「下雪」。
種小名「spinosus」拉丁文意為「刺」，因本魚前鰓蓋骨邊有棘而得名。

## 分布
本魚為熱帶魚，分布于西太平洋北半球，包括日本海、黄海、渤海、东海、南海等海域。沿海國家包括菲律宾、朝鲜、日本以及中国，属于较深海底层鱼类，常栖息于岩礁。
本魚棲息深度為100-200公尺，分布範圍為北緯45度至北緯4度。

## 形態
本魚為中型魚類，可長達1公尺，重可達11.0公斤。本魚無任何毒腺。

## 經濟利用
本魚為經濟魚種、遊釣魚種，在日本屬高價魚種

## 風險管理
本魚對人類無害。

## 保護現狀
國際自然保護聯盟還未對本魚保護現狀做評估。

## 分類
本科過去被歸類於鮨科，但後來經分子種系發生學檢測得知，本科是河鱸科的姐妹群，於是分類學家們為本屬建立新科，放在鱸亞目之中。
本魚是單型科，科中沒有其他現生物种，也沒有其他已知化石類群。
本科與鱸亞目其他科的關係如下：

|  | \| \| 鱸科 Percidae \| \| \| \| \| \| 東洋鱸科 Niphonidae \| \| \| \| |
|  |                                                                       |
|  | 龍鰧科 Trachinidae                                                    |
|  |                                                                       |
|  | 鱸科 Percidae                                                         |
|  |                                                                       |
|  | 東洋鱸科 Niphonidae                                                   |
|  |                                                                       |

|  | 鱸科 Percidae       |
|  |                     |
|  | 東洋鱸科 Niphonidae |
|  |                     |

|  | \| \| 鱸科 Percidae \| \| \| \| \| \| 東洋鱸科 Niphonidae \| \| \| \| |
|  |                                                                       |
|  | 龍鰧科 Trachinidae                                                    |
|  |                                                                       |
|  | 鱸科 Percidae                                                         |
|  |                                                                       |
|  | 東洋鱸科 Niphonidae                                                   |
|  |                                                                       |

|  | 鱸科 Percidae       |
|  |                     |
|  | 東洋鱸科 Niphonidae |
|  |                     |

## 外部連結
- 維基物種上的相關：东海鲈